# Srha laločnatá
Srha laločnatá (Dactylis glomerata) je vytrvalá travina z čeledi lipnicovitých.

## Synonyma
- Srha říznačka

## Popis
Srha laločnatá je až 150 cm vysoká bylina. Stéblo dorůstá až do výšky 150 cm. Květenstvím je lata, plodem obilka. Kvete v květnu až červenci.

## Rozšíření
Srha laločnatá roste na severu Afriky, v celé Evropě a v téměř celé Asii.

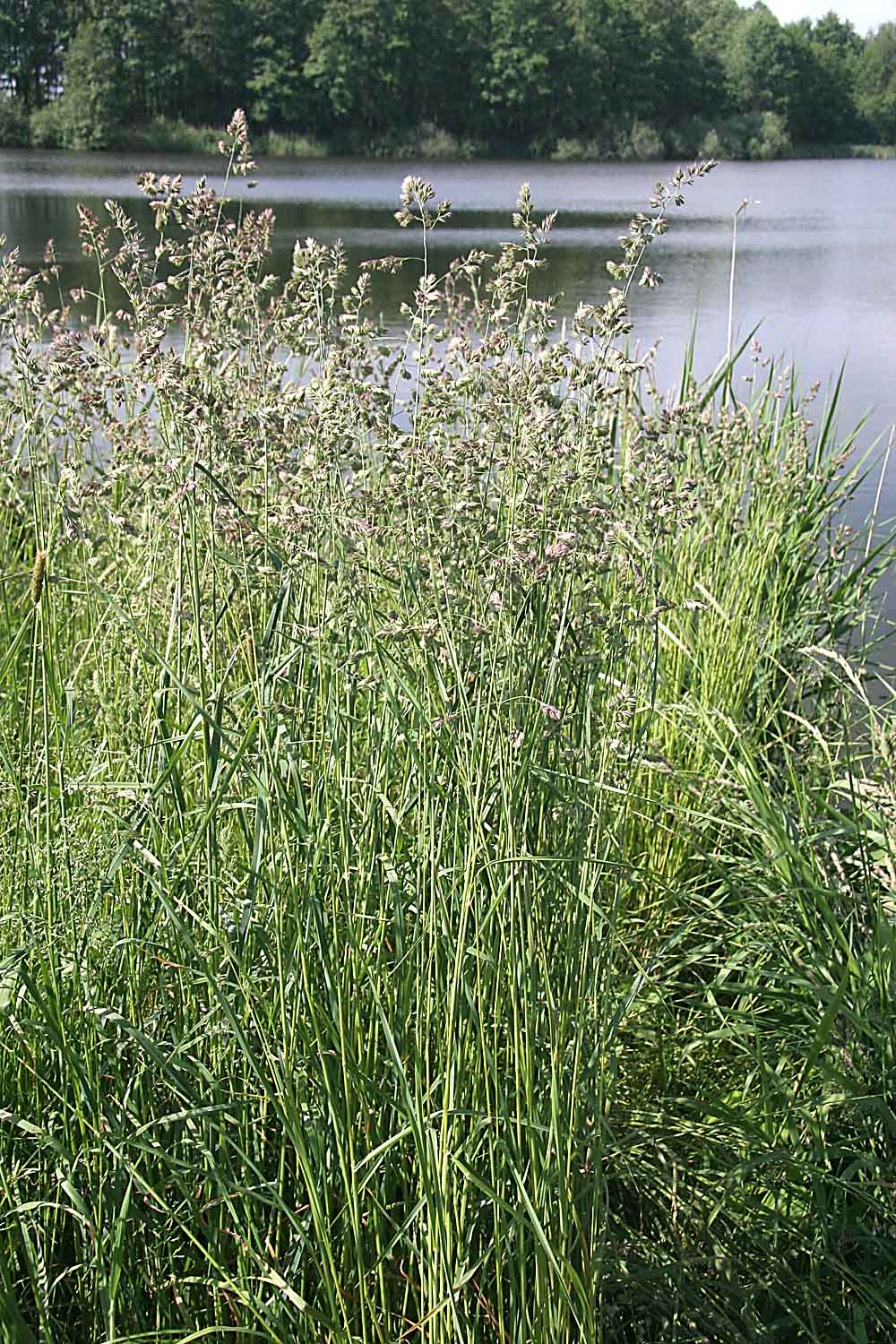
Srha laločnatá